# Upplands runinskrifter 780
Upplands runinskrifter 780 är en vikingatida runsten av granit i Svinnegarns kyrka, Svinnegarns socken och Enköpings kommun. Runstenen är 1,10 meter hög och 1,15 meter bred. Den står i kyrkans vapenhus till vänster om U 778. Runstenen är inte signerad, men är ristad av Livsten. Den man vid namn "Est" som omnämns på ristningen kan vara samme man som omtalas på runstenen U 766.

## Inskriften
Translitterering av runraden:
+ ry-... yk + umsten + yk + stenbyrn + litu akua + sten + at + est + bruþur sin
Normalisering till runsvenska:
... ok Holmstæinn ok Stæinbiorn letu haggva stæin at Æist, broður sinn.
Översättning till nusvenska:
... och Holmsten och Stenbjörn läto hugga stenen efter Est, sin broder.